# Косовац (Мехединци)
Косовац (рум. Cosovăț) је насељено место општине Брезница-Мотру у жупанији Мехединци у Румунији. Према попису из 2021 године био је 71 становник. 

## Становништво
Према попису становништва из 2011. године у насељу је живело 109 становника. 
| Етнички састав према попису из 2011. године‍ | Етнички састав према попису из 2011. године‍ | Етнички састав према попису из 2011. године‍ | Етнички састав према попису из 2011. године‍ | Етнички састав према попису из 2011. године‍ |
| ------------------------------------------- | ------------------------------------------- | ------------------------------------------- | ------------------------------------------- | ------------------------------------------- |
|                                             |                                             |                                             |                                             |                                             |
| Румуни                                      | Румуни                                      |                                             | 106                                         | 97,2%                                       |